# 모비릭스
모비릭스(Mobirix)는 대한민국의 캐주얼 게임개발 기업이다.

## 연혁
- 2004년 3월: 회사 설립